# 이름 없는 영웅들
이름 없는 영웅들(Unsung Heroes, Unknown Heroes)은 한국 전쟁 중 서울의 한 첩보원에 관한 조선민주주의인민공화국 전쟁 드라마 미니시리즈이다. 1978년부터 1981년 사이 여러 부분에 걸쳐 20시간 넘게 촬영 및 개봉되었다. 이 영화는 김일성 메달을 수상하였다.

## 에피소드
| 연도 | 번호 | 제목                     |
| ---- | ---- | ------------------------ |
| 1978 | 1    | 《적후에서》             |
| 1978 | 2    | 《적후에서 또 적후에로》 |
| 1979 | 3    | 《적후에서 홀로》        |
| 1979 | 4    | 《옛성터에서》           |
| 1979 | 5    | 《금강석》               |
| 1979 | 6    | 《한밤중의 저격사건》    |
| 1979 | 7    | 《정적속에서의 전투》    |
| 1980 | 8    | 《위험한 대결》          |
| 1980 | 9    | 《안개작전》             |
| 1980 | 10   | 《위기》                 |
| 1980 | 11   | 《일요일에 있은 일》     |
| 1980 | 12   | 《웃음속에 비낀 그늘》   |
| 1980 | 13   | 《판문점》               |
| 1980 | 14   | 《죽음의 섬》            |
| 1980 | 15   | 《달없는 그밤에》        |
| 1980 | 16   | 《전투는 계속된다》      |
| 1980 | 17   | 《유인》                 |
| 1980 | 18   | 《운명》                 |
| 1981 | 19   | 《붉은 저녁노을》        |
| 1981 | 20   | 《우리는 잊지 않는다》   |